# كومينغ (جورجيا)
كومينغ (بالإنجليزية: Cumming, Georgia) هي مدينة تقع في مقاطعة فورسيث، جورجيا بولاية جورجيا في الولايات المتحدة. تبلغ مساحة هذه المدينة 15.2 (كم²)، وترتفع عن سطح البحر 371 م، بلغ عدد سكانها 5430 نسمة في عام 2010 حسب إحصاء مكتب تعداد الولايات المتحدة.

## أعلام
- جيسون كولير
- كيلي غيديش
- دالتون داي
- هال هيرنغ

## وصلات خارجية
- http://www.cityofcumming.net/index.html نسخة محفوظة 23 نوفمبر 2010 على موقع واي باك مشين.
- Cities & Counties - Georgia.gov